# Дідківці (Шепетівський район)
Ді́дківці, в минулому також Дітківці, Дідковичі— село в Україні, у Ямпільській селищній громаді Шепетівського району Хмельницької області. Розташоване на річці Горині.

## Історія
У 1906 році село Ямпільської волості Кременецького повіту Волинської губернії. Відстань від повітового міста 40 верст, від волості 4. Дворів 95, мешканців 577.
Назва села походить від імені поміщика Олехна Дідка, який володів Дідківцями на початку XVI ст..

## Населення
Населення села за переписом 2001 року становило 432 особи, в 2011 році — 406 осіб.

### Мова
Розподіл населення за рідною мовою за даними перепису 2001 року:
| Мова            | Кількість | Відсоток |
| --------------- | --------- | -------- |
| українська      | 427       | 98.84%   |
| російська       | 3         | 0.70%    |
| білоруська      | 1         | 0.23%    |
| інші/не вказали | 1         | 0.23%    |
| Усього          | 432       | 100%     |

## Галерея

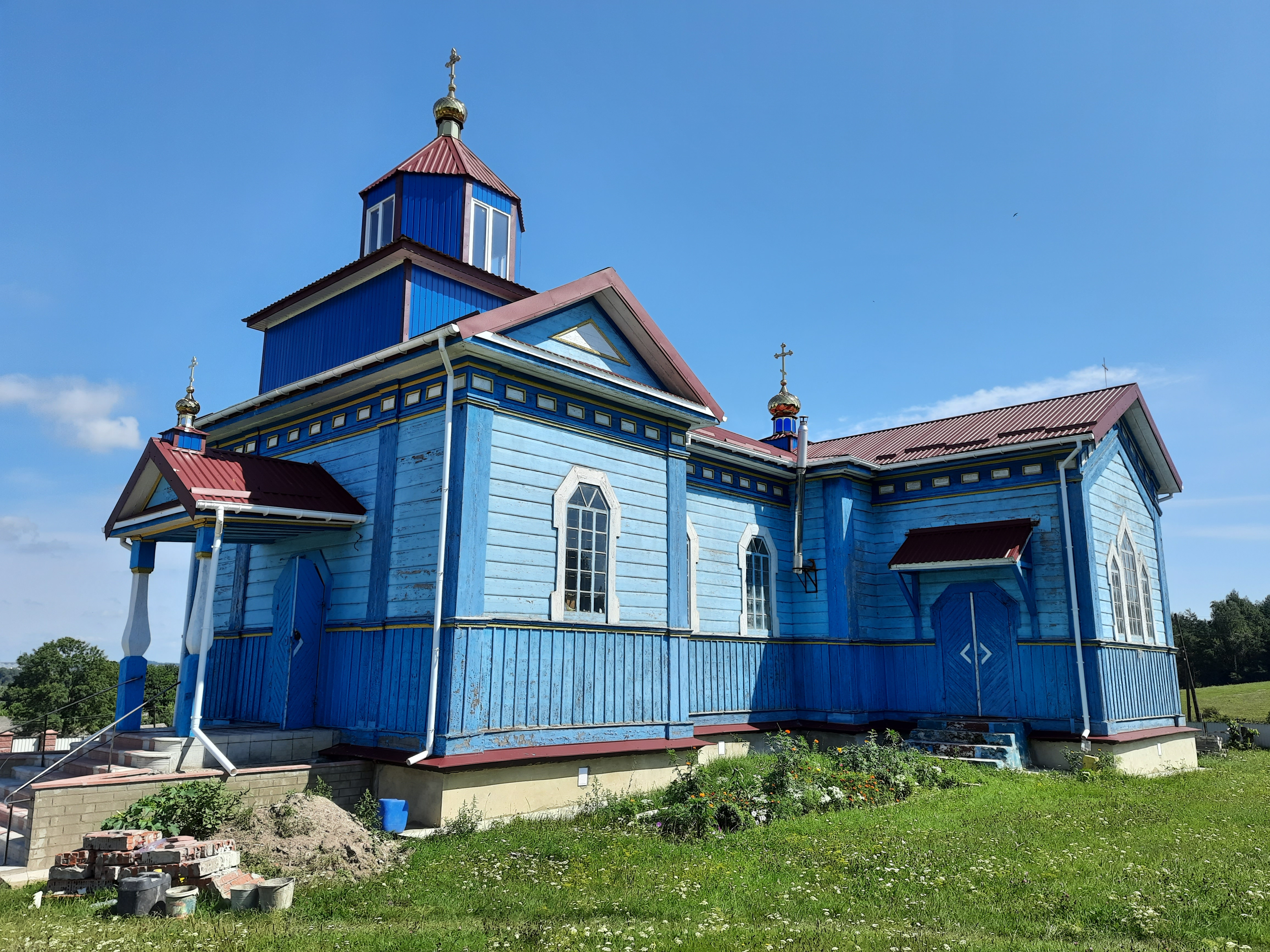
Церква святої Параскеви
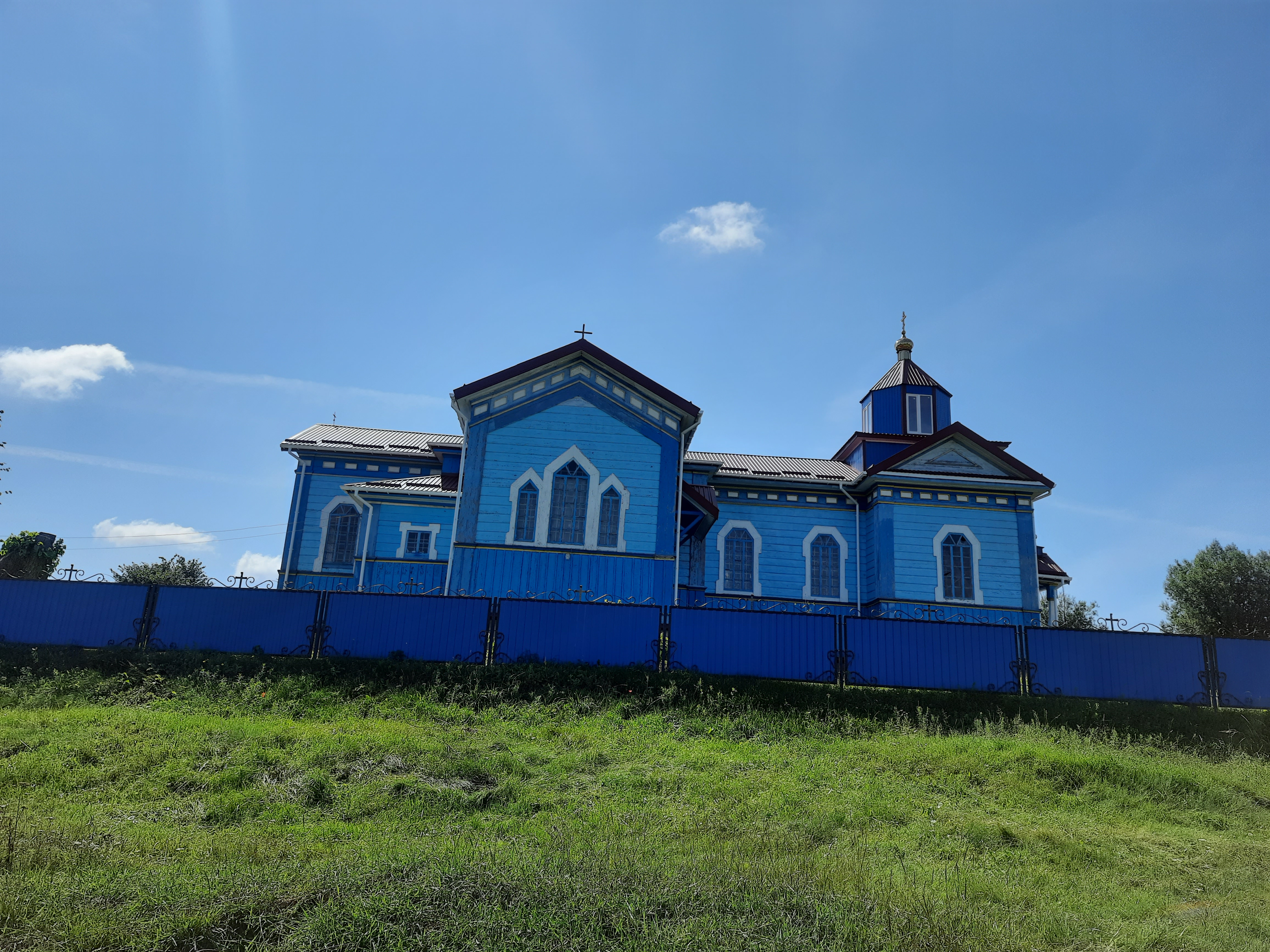
Церква Святої Параскеви
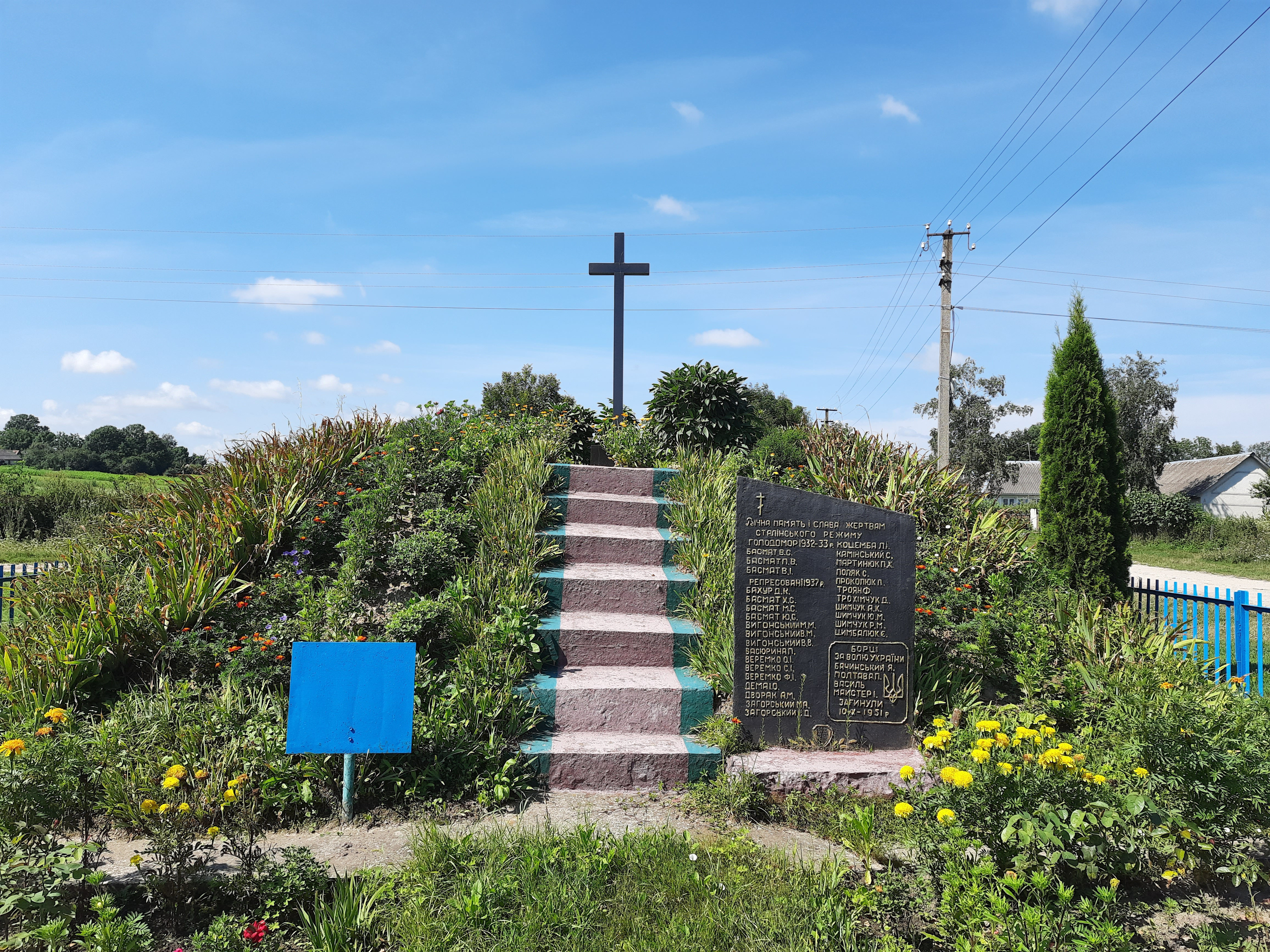
Пам'ятний знак жертвам голодомору та політичних репресій